# Roger L. Jackson
Roger Labon Jackson (Atlanta, 13 luglio 1958) è un attore e doppiatore statunitense, conosciuto soprattutto per aver prestato la voce al personaggio di Ghostface nei film del franchise Scream.

## Biografia
Ha trascorso la sua giovinezza in Georgia, dove si è dedicato al mondo del teatro delle marionette, studiando da attore e partecipando ad alcuni spettacoli teatrali. È divenuto voice actor nel corso degli anni 1990, dedicandosi principalmente ai videogiochi.

## Filmografia

### Cinema
- Mars Attacks!, regia di Tim Burton (1996) - voce
- Scream, regia di Wes Craven (1996) - voce
- Scream 2, regia di Wes Craven (1997) - voce
- EdTV, regia di Ron Howard (1999)
- Scream 3, regia di Wes Craven (2000) - voce
- Titan A.E., regia di Don Bluth, Gary Goldman e Art Vitello (2000) - voce
- Just One Night, regia di Alan Jacobs (2000)
- Monkeybone, regia di Henry Selick (2001) - voce
- Le superchicche - Il film (The Powerpuff Girls Movie), regia di Craig McCracken (2000) - voce
- La famiglia della giungla (The Wild Thornberrys Movie), regia di Cathy Malkasian e Jeff McGrath (2002) - voce
- Mucche alla riscossa (Home on the Range), regia di Will Finn e John Sanford (2004) - voce
- Cenerentola e gli 007 nani (Happily N'Ever After), regia di Paul Bolger e Yvette Kaplan (2006) - voce
- Cani e gatti - La vendetta di Kitty (The Revenge of Kitty Galore), regia di Brad Peyton (2010) - voce
- Scream 4, regia di Wes Craven (2011) - voce
- Khumba, regia di Anthony Silverston (2013) - voce
- Windy Day - corto, regia di Jan Pinkava (2014)
- Scream 5, regia di Matt Bettinelli-Olpin e Tyler Gillett (2022) - voce
- Scream VI, regia di Matt Bettinelli-Olpin e Tyler Gillett (2023) - voce

### Televisione
- The Zeta Project - serie animata, 1 episodio (2001) - voce
- Passions - serie TV, 1 episodio (2002) - voce
- Hector Polpetta (Evil Con Carne) - serie animata, 1 episodio (2004) - voce
- Le Superchicche (The Powerpuff Girls) - serie animata, 40 episodi (1998-2005) - voce
- Nome in codice: Kommando Nuovi Diavoli (Codename: Kids Next Door) - serie animata, 1 episodio (2006) - voce
- Robot Chicken - serie animata, 2 episodi (2005-2006) - voce
- Independent Lens - serie TV documentaristica (2008) - voce
- The Powerpuff Girls Rule!!! - film TV (2008) - voce
- Regular Show - serie animata, 2 episodi (2010-2011) - voce
- La leggenda di Korra (The Legend of Korra) - serie animata, 1 episodio (2013) - voce
- The Powerpuff Girls: Dance Pantsed - film TV (2014) - voce
- Astrid Strudelman: The Unicorn Whisperer - serie animata, 2 episodi (2014) - voce
- The Powerpuff Girls - serie animata (2016) - voce
- Scream: Resurrection - serie TV, 3ª stagione (2019) - voce
- Devil May Cry - serie animata (2025) - voce

### Videogiochi
Segue una lista dei videogiochi doppiati da Roger L. Jackson fino al 2015.
- The Secret of Monkey Island (1990)
- Monkey Island 2: LeChuck's Revenge (1991)
- Keio yugekitai (1993)
- King's Quest VII: The Princeless Bride (1994)
- Space Quest 6: The Spinal Frontier  (1995)
- Fade to Black (1995)
- Star Wars: X-Wing vs. TIE Fighter (1996)
- Keio yugekitai: Katsugekihen (1996)
- Star Trek: Deep Space Nine - Harbinger (1996)
- Soviet Strike (1996)
- Byzantine: The Betrayal (1997)
- Star Wars: Jedi Knight: Dark Forces II (1997)
- Armored Core: Project Phantasma (1997)
- Star Wars: Jedi Knight: Mysteries of the Sith (1998)
- Clock Tower: Ghost Head (1998)
- Future Cop: L.A.P.D. (1998)
- Armored Core: Master of Arena (1999)
- Star Trek: New Worlds (1999)
- Prince of Persia 3D (1999)
- Carmen Sandiego's Great Chase Through Time (1999)
- Slave Zero (1999)
- Alice (2000)
- X Fire (2000)
- Star Wars: Episodio I Racer (2000)
- Forgotten Realms: Baldur's Gate II - Shadows of Amn (2000)
- The Powerpuff Girls: Chemical X-Traction (2000)
- Star Wars Episode I: Battle for Naboo (2000)
- Tarzan Untamed (2001)
- The Sims: Hot Date (2001)
- Star Wars: Galactic Battlegrounds (2001)
- SimCoaster (2001)
- Zone of the Enders Z.O.E (2001)
- Baldur's Gate II: Throne of Bhaal (2001)
- Fainaru fantajî X (2001)
- Pool of Radiance: The Ruins of Myth Drannor (2001)
- Powerpuff Girls: Mojo's Pet Project (2001)
- 007: Agent Under Fire (2001)
- The PowerPuff Girls: Relish Rampage (2002)
- The Legend of Alon D'ar (2002)
- Armored Core 3 (2002)
- Star Wars: Racer Revenge (2002)
- New Legends (2002)
- Star Wars: Jedi Starfighter (2002)
- Star Wars: Jedi Knight II: Jedi Outcast (2002)
- Star Wars: Galaxies - Empire Divided (2002)
- Star Trek: Starfleet Command III (2002)
- Shinobi (2002)
- Superman: The Man of Steel (2002)
- Dennou senki bacharon Mazu (2003)
- Operator's Side (2003)
- Anubis: Zone of the Enders (2003)
- Final Fantasy X-2 (2003)
- The Sims: Superstar (2003)
- Lionheart (2003)
- Lionheart: Legacy of the Crusader  (2003)
- Gladius (2003)
- Star Wars Jedi Knight: Jedi Academy (2003)
- The Sims: Magie e incantesimi (2003)
- Il Signore degli Anelli: Il ritorno del re (2003)
- Bujingai (2003)
- Armored Core: Nexus (2004)
- Kuon (2004)
- Galleon (2004)
- The Chronicles of Riddick: Dark Fury (2004)
- Tenchu kurenai (2004)
- Dororo (2004)
- The Sims 2 (2004)
- EyeToy: AntiGrav (2004)
- The Urbz: Sims in the City (2004)
- King Arthur (2004)
- Star Wars: Knights of the Old Republic II: The Sith Lords (2004)
- Tiger Woods PGA Tour 06 (2005)
- Project Altered Beast (2005)
- Star Wars: Republic Commando (2005)
- Jade Empire (2005)
- Armored Core: Last Raven (2005)
- Rogue Galaxy (2005)
- Crash Tag Team Racing (2005)
- Yakuza (2005)
- Cartoon Network Racing (2005)
- 25 to Life (2005)
- Baten Kaitos II: Hajimari no tsubasa to kamigami no shishi (2006)
- Il Signore degli Anelli: La battaglia per la Terra di Mezzo 2 (2006)
- Fainaru fantajî XII (2006)
- Bone: The Great Cow Race (2006)
- Hitman: Blood Money (2006)
- The Sims 2: Pets (2006)
- Il Signore degli Anelli: La battaglia per la Terra di Mezzo 2: L'ascesa del Re stregone (2006)
- Shining Force EXA (2007)
- Sam and Max: Abe Lincoln Must Die! (2007)
- Command & Conquer 3: Tiberium Wars (2007)
- Sam and Max: Bright Side of the Moon (2007)
- Sam & Max Season One (2007)
- MySims (2007)
- Spider-Man: Friend or Foe (2007)
- Nights: Journey of Dreams (2007)
- Sam and Max: Ice Station Santa (2007)
- Mass Effect (2007)
- Sam and Max: Moai Better Blues (2008)
- Sam and Max: Night of the Raving Dead (2008)
- The Destiny of Zorro (2008)
- Sam and Max: Chariots of the Dogs (2008)
- Command & Conquer 3: Kane's Wrath (2008)
- Sam and Max: What's New Beelzebub (2008)
- Senjo no Varukyuria: Garian keronikeruzu  (2008)
- Sam & Max Season Two (2008)
- The Bourne Conspiracy (2008)
- Star Wars: Il potere della Forza (2008)
- Spider-Man: Web of Shadows (2008)
- MySims Kingdom (2008)
- Endwar (2008)
- FusionFall (2009)
- Madworld (2009)
- Tales of Monkey Island: Chapter 1 - Launch of the Screaming Narwhal (2009)
- Tales of Monkey Island: Chapter 2 - The Siege of Spinner Cay (2009)
- MySims Agents (2009)
- Tales of Monkey Island: Chapter 3 - Lair of the Leviathan (2009)
- Brütal Legend (2009)
- Tales of Monkey Island: Chapter 4 - The Trial and Execution of Guybrush Threepwood (2009)
- Star Wars: Il potere della Forza - Ultimate Sith Edition (2009)
- Tales of Monkey Island: Chapter 5 - Rise of the Pirate God (2009)
- Mass Effect 2 (2010)
- Deadly Premonition (2010)
- Iron Man 2 (2010)
- Nelson Tethers: Puzzle Agent (2010)
- Star Wars: Il potere della Forza II (2010)
- Sam & Max: The Devil's Playhouse (2010)
- Poker Night at the Inventory (2010)
- Back to the Future: The Game - Episode 1, It's About Time (2010)
- Back to the Future: The Game - Episode 2, Get Tannen (2010)
- Back to the Future: The Game - Episode 4, Double Visions (2011)
- Alice: Madness Returns (2011)
- Back to the Future: The Game - Episode 5, Outatime (2011)
- BackStab HD (2011)
- Skylanders: Spyro's Adventure (2011)
- The Elder Scrolls V: Skyrim (2011)
- Star Wars: The Old Republic (2011)
- The Darkness II (2012)
- Mass Effect 3 (2012)
- The Walking Dead - Prima stagione (2012)
- Guild Wars 2 (2012)
- Dishonored (2012)
- Poker Night 2 (2013)
- The Wolf Among Us (2013)
- Among the Sleep (2014)
- The Wolf Among Us: Smoke and Mirrors (2014)
- The LEGO Movie Videogame (2014)
- Moebius: Empire Rising (2014)
- La Terra di Mezzo: L'ombra di Mordor (2014)
- Skylanders: Trap Team (2014)
- Tales from the Borderlands (2014)
- LEGO Dimensions (2015)